# Sonnenscheinchen
Sonnenscheinchen, in Österreich unter dem Titel Die kleine Ching-Ching vertrieben, ist eine US-amerikanische Filmkomödie aus dem Jahre 1936 von William A. Seiter und mit Shirley Temple in der Titelrolle. An ihrer Seite spielen Robert Young und Alice Faye die Erwachsenen-Hauptrollen.

## Handlung
Die kleine Amerikanerin Barbara Stewart lebt, seit ihre Eltern von Banditen ermordet wurden, als Waisenkind in der chinesischen Stadt San Chow. Alle nennen sie nur „Ching-Ching“. Sun Lo, der Magistrat von San Chow, bittet Alfred Kruikshank und seine Frau, angesichts erneuter Gefahren durch chinesische Schurken ihr Mündel Ching-Ching in Sicherheit zu bringen. Kruikshank weigert sich und so beschließt Sun Lo, seinen Bruder Chang damit zu beauftragen, die kleine Amerikanerin mit dem Schiff sicher nach Schanghai zu geleiten. Unterwegs bestiehlt dieser sie und lässt Barbara und ihren kleinen Begleiter, einen Pekinesen, allein und mittellos zurück. Barbara bleibt nichts anderes übrig, als sich auf eigene Füße zu begeben und nach Nahrung zu suchen. Dabei stößt sie auf ihren Landsmann Tommy Randall, einen Touristen, dem sie als Übersetzerin für Mandarin beisteht, als dieser bei einem Souvenirkauf in einem chinesischen Laden auf Kommunikationsprobleme stößt. Randall, ein reicher, egozentrischer Playboy, der auf dem Ozeandampfer „Victoria“ um die ganze Welt reist, ist augenblicklich entzückt von dem kleinen Sonnenscheinchen.
Tommy möchte Barbara angesichts ihres Schicksals mitnehmen, um Freunde zu treffen, mit denen er in der kommenden Nacht weiterzufahren beabsichtigt. Als er sie aber in seinem Auto vorübergehend zurücklässt, rennt sie ihrem Hund hinterher, als dieser wiederum einer Katze nachjagt. Als Tommy zurückkehrt und Ching-Ching verschwunden ist, ist er enttäuscht und betrinkt sich. Als Ching-Ching wiederum mit ihrem Hund zurückkehrt, ist kein Tommy mehr da, und so beschließt sie, sich angesichts des einsetzenden Regens mit ihrem Hund im Notsitz zu verstecken. Dabei schläft sie ein. Als Ching-Ching wieder aufwacht, ist das Auto auf dem Schiff verstaut, und Barbara, wie der amerikanische Filmtitel verrät, zum „blinden Passagier“ geworden. Am nächsten Morgen versteckt sie sich in der Kabine der amerikanischen Passagierin Susan Parker und Mrs. Hope, die nach Bangkok reisen, um Richard Hope, Mrs. Hopes Sohn und Susans Verlobten, zu treffen. Schließlich wird die kleine Ching-Ching entdeckt, und auch Susan kann sich ihres Zaubers nicht erwehren. Da sich ja jemand um die Minderjährige kümmern muss, übernimmt zunächst Susan diese Schutzfunktion und wird vorübergehend Barbaras Vormund. Tommy, der sich ebenfalls gern um Ching-Ching gekümmert hätte, erscheint aufgrund seines Rufs als sorgenfreier und nicht allzu verantwortungsbewusster Playboy nicht unbedingt geeignet dafür.
Tommy und Susan fühlen sich bald zueinander hingezogen, und Mrs. Hope erwischt die beiden, wie sie sich küssen. Da die alte Dame fürchtet, dass ihrem Sohn womöglich demnächst seine Ehefrau in spe abhandenkommt, schickt sie ihm ein Telegramm, sich vorzeitig mit ihr zu treffen. In Hongkong angelandet, gehen Tommy, Susan und Ching Ching an Land und besuchen eine Varieté-Show. Danach trägt Tommy Susan über eine stark verdreckte Straße, als just in diesem Moment Richard und Mrs. Hope vorbeilaufen. Mutter und Sohn Hope sowie Susan kehren zum Schiff zurück, während Tommy und Ching-Ching ein Geschäft für Wandteppiche besuchen. Durch ein Missverständnis hält man Tommy für eine mutmaßlichen Kindesentführer und verfrachtet ihn und Ching-Ching ins Gefängnis. Der Schiffskapitän der „Victoria“ rettet sie, aber bald gibt es neue schlechte Nachrichten. Das Kind muss von Bord, und so soll Barbara Stewart alias Ching-Ching in ein Missionsmädchenhaus in Schanghai überstellt werden. Tommy, der einen Narren an dem kleinen Lockenköpfchen gefressen hat und es liebend gern adoptieren würde, muss erfahren, dass er das als Junggeselle nicht tun kann.
Tommy Randall ist am Boden zerstört. Ching-Ching, die bei den beiden Liebenden Tommy und Susan bereits den Cupido gespielt hatte, kann hier nicht mehr viel tun. Als letzten Ausweg sieht der Sonnyboy nur noch eine Scheinehe mit Susan, um Barbara ein neues zuhause zu ermöglichen. Susan willigt ein. Daraufhin kommt es zu einer schweren Konfrontation mit ihrem Verlobtem Richard Hope und dessen Mutter. Susan erkennt jetzt endlich, dass Richard egoistisch, herzlos und kalt ist, und löst daraufhin ihre Verlobung. Tommy und Susan heiraten, um das kleine Waisenkind adoptieren zu können, sind sich aber einig, dass die Ehe nur auf dem Papier Bestand haben soll. Als Susan einige Zeit später im Scheidungsparadies Reno die Ehe wieder auflösen will, versucht Tommy ihr zu beweisen, dass er sich verändert hat und nicht mehr der gedankenlose und selbstsüchtige Trunkenbold und Nihilist von einst ist. Aber Susan traut dem Frieden nicht und will sich mit Richard wiederverloben. Ching-Ching und der Scheidungsrichter Booth tun sich zusammen und überlegen, wie man die anstehende Scheidung noch verhindern könne. Es gelingt Ching-Ching, dass sich Tommy und Susan einander ihre Liebe gestehen. So kommt es doch noch zum Happy End, und Barbara singt vor ihren neuen Eltern unter dem Weihnachtsbaum.

## Produktionsnotizen
Sonnenscheinchen entstand zwischen Ende September und Anfang Dezember 1936, unterbrochen von fast vier Wochen, als Shirley Temple und Alice Faye wegen einer Grippe ausfielen, und wurde in rekordverdächtigem Tempo am 18. Dezember 1936 in New York uraufgeführt. Die deutsche Premiere fand am 29. April 1937 statt.
Buddy G. DeSylva, Earl Carroll und Harold Wilson waren die Produktionsleiter, William Darling entwarf die Filmbauten, Thomas Little besorgte die Ausstattung. Louis Silvers war musikalischer Leiter. Tommy und Betty Wonder gestalteten die Tänze.
Shirley Temple präsentiert mehrere Auftritte, mit denen sie damalige Filmlieblinge wie Ginger Rogers, Eddie Cantor und Al Jolson imitiert. Bei ihrer Rogers-Nummer hatte man ihr eine lebensgroße Fred-Astaire-Puppe an die Füße befestigt, in der Jolson-Verkörperung sang sie dessen größten Liederfolg „Mammy“.
Von diesem Film existiert auch eine kolorierte Fassung.

## Musik
Folgende Lieder sind zu hören:
- "Goodnight My Love", "You've Gotta S-M-I-L-E to Be H-A-double-P-Y" und "One Never Knows, Does One?".Musik und Text von Mack Gordon und Harry Revel.
- "That's What I Want for Christmas". Musik und Text von Irving Caesar.

## Synchronisation
Die deutsche Synchronfassung wurde im April 1937 bei der Tobis Melofilm für Deutsche Fox Film in Berlin erstellt.
| Rolle                         | Darsteller      | Synchronsprecher |
| ----------------------------- | --------------- | ---------------- |
| Barbara „Ching Ching“ Stewart | Shirley Temple  | Carmen Lahrmann  |
| Tommy Randall                 | Robert Young    | Harry Giese      |
| Mrs. Hope                     | Helen Westley   | Margarete Kupfer |
| Richard Hope                  | Allan Lane      | Fritz Ley        |
| Diener Atkins                 | Arthur Treacher | Karl Friedrich   |
| Kapitän der “Victoria”        | Robert Greig    | C. W. Burg       |

## Kritiken
„Eine raffinierte Shirley Temple-Komödie mit musikalischem Beiwerk.“

Frank Nugent schrieb in der New York Times: „In "Stowaway", einem Überraschungspaket … ist Frl. Temple nicht gezwungen, es allein zu schaffen, nur mit einer Varieté-Routine und einer Pollyanna-Geschichte bewaffnet. Zum ersten Mal nach mehreren Versuchen hat sie ein amüsantes Drehbuch hinter sich, eine sympathische erwachsene Truppe mit ihr und einen klugen Regisseur vor sich. Die Kombination hat eine durch und durch unterhaltsame romantische Komödie hervorgebracht, zweifellos das Beste, was der begabte kleine Fratz seit "Little Miss Marker" gemacht hat.“
Der Movie & Video Guide befand: „Vorhersehbare und doch fesselnde Schiffsgeschichte“.
Halliwell‘s Film Guide meinte: „Sehr gutes Star-Vehikel in dem Shirley einige ihrer besten Musiknummern vorträgt.“